# Exastilithoxus
Exastilithoxus är ett släkte av fiskar. Exastilithoxus ingår i familjen Loricariidae.
Kladogram enligt Catalogue of Life:
| Exastilithoxus | \| \| Exastilithoxus fimbriatus \| \| \| \| \| \| Exastilithoxus hoedemani \| \| \| \| |
|                | \| \| Exastilithoxus fimbriatus \| \| \| \| \| \| Exastilithoxus hoedemani \| \| \| \| |
|                | Exastilithoxus fimbriatus                                                              |
|                |                                                                                        |
|                | Exastilithoxus hoedemani                                                               |
|                |                                                                                        |